# Jet lag
Jet lag je desinkronizacija u organizmu nastala kao posljedica letenja zrakoplovom kroz vremenske zone. To je prolazan klinički sindrom koji se javlja kao odgovor na remećenje fizioloških bioloških ritmova i uobičajeno rezultira nespecifičnim simptomima: umor, nesanica i drugi poremećaji zbog promjene vremenskih zona.
Neki autori “jet lag” nazivaju "bolest putovanja", što je pogrešno. “Jet lag”, je privremeno kliničko stanje, a ne bolest. Ako ovaj termin primijenimo na pilote i ostalo zrakoplovno osoblje, koje u preko 90 posto slučajeva navodi da pati od ovog poremećaja, mogli bi pogrešno zaključiti da su naši životi u rukama "bolesnih zrakoplovaca".

## Povijest
Teško je sa sigurnošću reći kada je nastao i tko je osmislio pojam, ali jet lag je prvi put spomenut u časopisu  Los Angeles Times  u članku objavljenom 13. veljače 1966.:
Prva ozbiljnija istraživanja ovog poremećaja započinju u SAD-u 1965. i 1966., dvanaest godina nakon uvođenja prvih mlaznih zrakoplova u putnički promet. Nažalost, prvi eksperimenti provedeni na letovima istok-zapad i sjever-jug i obratno doveli su do objavljivanja pogrešnih rezultata, da putovanja prema zapadu stvaraju veće poremećaje nego letenje prema istoku, dok su kasnije studije dokazale upravo suprotno.
Istraživanja se nastavljaju i do današnjih dana i neprestano se traga za što uspješnijim načinima rješavanja ovog problema.

## Što je vremenska zona?
Vremenska zona je zemljopisno područje s istim vremenom u njoj. U svijetu ima 24 vremenske zone, po jedna za svaki sat u danu. Granice vremenskih zona u pravilu leže na meridijanima zemljopisne dužine koji su višekratnici 15º, pa razlika između susjednih vremenskih zona iznosi jedan sat. Ipak, ponegdje je razlika i drukčija. Stvarna širina svake zone zavisi od političkih i zemljopisnih granica. 
Tijekom rotacije zemlje, zora se javlja, prema satu, u jednoj vremenskoj zoni, onda sat vremena kasnije u vremenskoj zoni neposredno do nje, na zapad i tako dalje preko 24-satnog ciklusa. 
U SAD-u, kada je 6 sati u Istočnoj vremenskoj zoni, 5 je u Središnjoj zoni, 4 u Planinskoj zoni, i 3 u Pacifičkoj zoni.

## Epidemiologija
Velike studije koje je provela tvrtka Upjohn u suradnji s United Airlines i British Airways, pokazala je da 94 % putnika nakon letenja na dugim relacijama pati od učinaka “jet laga”, a 45 posto smatra da su njihovi simptomi teški i uznemirujući. 
Jedna anketa iz 1994. provedena sa zrakoplovnim osobljem na međunarodnim letovima pokazala je sličnu sliku, u kojoj je 96 posto ispitanika izjavilo da pati od “jet laga” usprkos navici na česta i duga putovanja.
Najzastupljeniji poremećaji navedeni u anketama bili su: 
- 90 % putnika žalilo se na umor nakon dolaska
- 73 % na pojavu dehidracije
- 94 % navodi nedostatak energije i pad motivacije
- 93 % žali se na poremećaje spavanja nakon dolaska

Prema izvješću Svjetske zdravstvene organizacije do 50 posto putnika pati tijekom ili nakon letenja od ovog poremećaja. Brojni dokazi također podržavaju ove studije u kojima pokazuju da jet lag kod većeg broja putnika stvara uvjete za pojavu prehlade, gripe i želučanih i drugih probavnih smetnji.
Mnoge studije pokazuju da je letenje na istok gore nego letenje na zapad. U istraživanju koje je provela Vojska SAD-a, kod vojnika koji su premješteni iz SAD-a u Njemačku, oko tri dana je bilo potrebno vojnicima koji su se vraćali kući u SAD da se prilagode vremenu i promjeni okoliša. Onima koji su putovali na istok u Njemačku bilo je potrebno osam dana da se prilagode novim uvjetima.
Potencijalno negativni efekt interkontinentalnog putovanja i “jet laga” imaju na natjecateljsku sposobnost športaša, kao odgovor na remećenje fizioloških procesa u organizmu:

## Jet lagu svemiru
Najveći problem s “jet lagom” imaju astronauti. U šatlu se dan i noć mijenjaju svakih 45 minuta, znači sunce izlazi svakih 90 minuta. Ovo brzo mijenjanje dana i noći unosi zbrku u organizam astronauta. Astronauti u prosjeku spavaju oko dva sata u usporedbi sa spavanjem koje bi imali na zemlji, a nedostatak sna uzrokuje tenziju, usporeno vrijeme reakcije, smanjenu koncentraciju, umanjuje kvalitetu rada i povećava vjerojatnost za nastanak nesreća.
Da bi ublažili tegobe, više od 50 posto astronauta rabi tablete za spavanje, koje čine više od 50 posto svih zaliha lijekova koje astronauti upotrebljavaju za vrijeme svemirskih letova. Da bi olakšali spavanje, astronauti koriste i crne maske za oči.

## Mehanizam nastanka
“Jet lag”-sindrom javlja se kod većine osoba kada putuju kroz tri ili više vremenskih zona, a karakteriziraju ga dvije faze: 

### 1. Cirkadijalna disritmija (desinkronizacije)
S velikom sigurnošću je utvrđeno da je "jet lag" izazvan cirkadijalnom disritmijom. Cirkadijalna disritmija podrazumijeva remećenje (desinkronizaciju) normalnog biološkog sata cirkadijalnog ritma vanjskim uzrocima (npr. ciklus dan-noć, svjetlo-tama). Cirkadijalni ritam ima periodičnost od 24 do 26 sati i karakterističan je za veliki broj organskih sustava. 

### 2. Adaptacija na novu vremensku zonu (resinkronizacija)
Ovo prilagođavanje podudara se s gubitkom simptoma "jet laga". Na period potreban da dođe do resinkronizacije utječe veliki broj čimbenika. Jasno je utvrđeno da što se više vremenskih zona prijeđe, potrebno je duže vrijeme da se resinkroniziraju cirkadijalni ritmovi. Pravilo palca glasi: potrebno je otprilike 1 dan po prijeđenoj vremenskoj zoni za resinkronizaciju. 
Ovi ritmovi predstavljaju "unutarnje vrijeme" organizma i važni su u regulaciji psihičkih i fizioloških parametara kao što su: 
- tjelesna temperatura,
- razina kortizola u krvi,
- razina budnosti (ciklus budnost-san).

Radi lakšeg razumijevanja, dajemo dva tipična primjera vremenskih promjena za jedan let putničkim zrakoplovom, na istok i jedan let na zapad: 
Primjer br. 1
- Let zapadno od Londona za Los Angelesa, VIA BA0279, 29. siječnja 2008. Vremenska razlika 8 sati

| Leti na zapad    | Biološki sat         | Los Angeles (mjesno vrijeme) |
| ---------------- | -------------------- | ---------------------------- |
| Polazak          | 29. siječnja - 10:05 | 29. siječnja - 02:05         |
| Dolazak          | 29. siječnja - 21:10 | 29. siječnja - 13:10         |
| Vrijeme spavanja | 30. siječnja - 06:00 | 29. siječnja - 22:00         |
Primjer br. 2
- Let istočno od Los Angeles>a za London, VIA BA0278, 29. siječnja 2008.

| Leti na istok    | Biološki sat         | London (mjesno vrijeme) |
| ---------------- | -------------------- | ----------------------- |
| Polazak          | 29. siječnja - 10:05 | 29. siječnja - 18:05    |
| Dolazak          | 29. siječnja - 18:11 | 30. siječnja - 02:11    |
| Vrijeme spavanja | 30. siječnja - 14:00 | 30. siječnja - 22:00    |
- U prvom primjeru (let zapadno od Londona za Los Angeles), scenarij leta (zapad) ekvivalentan je nespavanju cijele noći i odlasku u krevet u 6 sati sutradan - 9 sata kasnije nego obično.

- U drugom primjeru (let prema istoku iz Los Angelesa za London), drugi scenarij (istok) ekvivalentan je nespavanju cijele noći i odlasku u krevet u narednih 2 dana - 14 sati nakon vremena kada bi inače otišli na spavanje.

## Etiologija
- Pravac zrakoplovnog leta ima važan utjecaj na broj sati potrebnih za prilagodbu. Letovi u pravcu sjever-jug kod kojih se ne prelaze vremenske zone ne zahtijevaju prilagođavanje ritmova. Podaci pokazuju da je za 30 do 50 posto kraći broj sati za prilagodbu ako je let u smjeru istok-zapad (faza unazad) u usporedbi s pravcem zapad-istok (faza unaprijed). Ova razlika postoji jer cirkadijalni ritam traje oko 25,2 sati, što omogućava lakše prilagođavanje u situacijama koje produžavaju dan (letovi istok - zapad).

- Individualne razlike u broju sati potrebnim za prilagodbu. Tzv. "noćne ptice", obično ekstroventne osobe imaju pik svog cirkadijalnog ritma u drugom dijelu dana i zato se lakše prilagođavaju letovima zapad - istok (faza unaprijed). Nasuprot njima, "dnevni tipovi" obično introvertne osobe, lakše će se prilagoditi letovima istok-zapad (faza unazad).

- Životna dob je povezana s obrascem spavanja, jer sa starenjem osobe idu ranije na spavanje i ranije ustaju. Ova navika će pogodovati prilagodbi na putovanja u pravcu zapad - istok. Vrijeme potrebno za prilagodbu će u mnogome zavisiti i od toga koliko brzo će se osoba izložiti novim uvjetima sredine, posebno sunčevoj svjetlosti. Ranije izlaganje novom ciklusu dan-noć dovest će do brže resinkronizacije.

- Sporedni čimbenici koji mogu utjecati na resinkronizaciju uključuju:
  - Vrsta i sadržaj obroka
  - Kronobiotički lijekovi. Efekti kronobiotičkih lijekova na resinkronizaciju zahtijevaju dodatna istraživanja, jer nijedna od ovih supstancija nije ispitana u stvarnim uvjetima kod ljudi. Ipak, velika su očekivanja od njihove uloge u prevenciji "jet laga".

## Simptomatologija
Simptomi jet laga mogu biti vrlo raznoliki, ovisno o broju promijenjenih vremenskih zona, a najčešće ih karakteriziraju: 
- Probavni problemi
- Glavobolje slične migreni
- Umor izazvan poremećajem spavanja,
- Privremena nesanica
- Dezorijentacija
- Razdražljivost
- Blaga depresija

Postoje i drugi simptomi, koji neki pripisuju “jet lagu”, kao što su mučnina, kisičko uho, otoci u nogama iako su oni više uzrokovani načinom putovanja nego promjenom vremenskih zona.

## Terapija
Primjena lijekova
Efekti kronobiotičkih lijekova u prevenciji jet laga nisu u potpunosti poznati i zahtijevaju dodatna istraživanja. Ipak, velika su očekivanja od njihove uloge u prevenciji “jet laga”. 
Postoje dva osnovna mehanizma djelovanja ovih lijekova na proces resinkronizacije. 
- Prvo, djeluju kao vanjski čimbenici ili sinkronizatori bioloških ritmova (adenokortikotropni hormon (ACTH), lijevo dopao i parahlorofenilalanin). Ako se daju rano tijekom ciklusa oni uzrokuju pomicanje unaprijed u odnosu na normalni ciklus i na taj način pomažu osobama koje putuju u pravcu zapad - istok (faza unaprijed). Nasuprot tome, ako se daju kasnije tijekom normalnog ciklusa, ovi lijekovi odlažu ciklus i koriste osobama koje putuju u smjeru istok - zapad (faza unazad).

- Drugi mehanizam djelovanja ovih lijekova je intenziviranje efekata vanjskih nadražaja; 
  - Lijekovi kao što su litij ili klorgilin olakšavaju resinkronizaciju nakon putovanja u smjeru istok-zapad.
  - Triciklični antidepresivi, melatonin i estradiol su lijekovi koji se uzimaju da ubrzaju resinkronizaciju nakon letova u pravcu zapad - istok. Melatonin se izlučuje iz epifize između 9 ujutro i 7 navečer. Kapsule melatonina koje se uzimaju navečer nekoliko dana prije putovanja (po lokalnom vremenu) i po dolasku (po lokalnom vremenu), mogu značajno olakšati resinkronizaciju. Kada se uzima po ovom rasporedu, pokazano je da melatonin smanjuje simptome jet laga kod muškaraca i kod žena, i kod putovanja u pravcu zapad - istok i istok-zapad. Ipak točan mehanizam kojim melatonin olakšava resinkronizaciju nije utvrđen.

## Nove studije oJet lagu
Pronalaženje uzroka, zašto putnici na transmeridijalnim letovima pate od nelagodnosti koja nastaje križanjem nekoliko vremenskih zona, pokrenulo je mnoga istraživanja koje bi eventualno dovela do razvoja lijekova koji bi "resetirali" biološki sat u organizmu kako bi se on mogao prilagoditi putnicima da mnogo brže savladaju promjene vremenskih zona. 
Kod većine ljudi postoji potreba oko dva i po dana da se prilagodi šestosatnom letu iz Europe u SAD, a znatno više nakon transatlantskog leta prema istoku. Slične probleme spavanja, imaju i smjenski radnici - zdravstvenih ustanova, mnogih tvornica, vozači kamiona, itd., koji često mijenjaju svoj ritam rada kroz dnevno-noćne smjene. 
Nove studije pokazuju da je mozak središnji kronometar - biološkog sata koji regulira cikluse buđenja i spavanje - i ima dva dijela koja ispadaju iz sinkronizacije tijekom promjena intenziteta svjetlosti tijekom rada u smjenama od šest sati, ili vremena koje je potrebno da prelete preko Atlantika. 
- Tim istraživača sa Sveučilišnog centra u Virginiji i Sveučilišnog Medicinskog centra u Nizozemskoj objavio je svoja istraživanja o utjecaju Jet laga na organizam, provedenom od 24. svibnja - do 6. lipnja 2005., u časopisu "Current Biology".

Istraživanja su pokazala da je dorzalni i ventralni dio suprahiazmatičnog jezgre (SHJ) mozga, središnji kronometar, prilagodbe različitim razinama smjenskih promjena svjetla, koji potencijalno uzrokuje poteškoće u razdoblju prilagodbe, od kojih ljudi najviše pate nakon letenja kroz nekoliko vremenskih zona.
Istraživači su otkrili da će se ventralni dio suprahiazmatičnog jezgre (SHJ), koji je izravno povezan sa živčanim završecima za očitavanje svjetla na mrežnici oka, brzo sinkronizirati s novim rasporedom svjetla, čak i radikalno mijenja raspored. Ali dorzalni dio suprahiazmatičnog jezgre (SHJ), zahtijeva nekoliko dodatnih dana za prilagodbu. To rezultira složenim impulsima koji imaju štetan utjecaj na funkcioniranje tkiva i organa u organizmu u razdoblju od nekoliko dana.
Studija identificira neurotransmiter GABA (gama-aminobuternu kiselinu), kao vezu između ta dva dijela biološkog sata koji ih eventualno vraća natrag i sinkronizira. Koistraživač Gene D. Blokiraj, profesor biologije i rektor Univerziteta navodi;
Uz pomoć eventrualne terapije koja bi bila zasnovana na ovim istraživanjima, značajno bi se pomoglo ne samo putnicima i posadi zrakoplova već i radnicima koji rade u smjenama, što bi od posebnog značaja bilo za starije ljude koji pate od poremećaja spavanja.
- Većina kemijskih i biljnih lijekova, uključujući i hormon melatonin, nisu testirane ni odobrene od strane službenih agencija većine zemalja. U nekoliko studija testirano je korištenje melatonina i drugih lijekova za prevenciju jet laga ali su one dale različite rezultate, vjerojatno zato što nisu bile sveobuhvatne dovoljno precizne i individualizirane.

- Nedavna studija provedena u Argentiniod strane istraživača s Nacionalnog Sveučilišta u Quilmesu, na štakorima primjenom malih doza lijeka, sildenafila (poznatog pod komercijalnim nazivom Viagra), pomogla je u 50 posto slučajeva brži oporavak eksperimentalnih životinja kod kojih je šestosatno putovanje na istok, simulirano primjenom sobne svjetiljke koja je paljena 6 sati ranije nego uobičajeno.

U istom tom istraživanju u kojem je putovanje na zapad simulirano gašenjem svjetla ranije od uobičajenog nisu dobiveni pozitivni učinci lijeka, što znači da je Viagra djelovala samo u jednom smjeru.
Profesor Robert Lucas, sa Sveučilišta u Manchesteru, povodom ove studije, rekao je da bi nova istraživanja mogla da nagovijeste mogućnost korištenja Viagre u prevenciji jet laga ali i nedvosmisleno izjavio;
- U studiji Jennifer A. Evans i sur., provedenoj na Sveučilištu u Kaliforniji, osvetljavanjem prostorije niskom razinom svjetla noću, postignut je ubrzan oporavak kod štakora svih uzrasta do 50 posto, simulacijom obje vrste putovanja (istočnom i zapadnom hemisferom). Ovu pojavu istraživači tumače time da ona simulira mjesečinu. [8]

## Poveznice
1. Zrakoplovna medicina